# Milarita
La milarita es un silicato hidratado de potasio, calcio, aluminio y berilio, que pertenece a  la clase de los ciclosilicatos, y dentro de esta  al llamado «grupo de la osumilita». Fue descubierta en 1868 en Val Giuv, en el municipio de Tujetsch, del cantón de los Grisones (Suiza), aunque el recolector de cristales (strahler) que la encontró dijo que procedía de Val Milà para reservarse el yacimiento. Cuando Kenngott describió la nueva especie, le dio el nombre de la localidad falsa. La localidad tipo es consecuentemente Val Giuv

## Características químicas
Es un ciclosilicato del tipo aluminosilicato de berilio, con potasio y calcio, hidratado. Como todos los del grupo de la osumilita su estructura molecular es de anillos dobles de seis tetraedros de sílice. Dado que el berilio era un elemento difícil de analizar hasta que se descubrieron las técnicas espectroscópicas, su presencia pasó inadvertida en la milarita hasta 1931

## Formación y yacimientos
La milarita es un mineral característico de las llamadas venas alpinas, de cuarzo o de sienitas alcalinas. También se encuentra en diversos tipos de pegmatitas y en cavidades miarolíticas de granitos. Suele encontrarse asociado a otros minerales como: ortoclasa, albita, fluorita, berilo, bertrandita, bavenita, cuarzo, calcita, moscovita o cloritas. Aunque está bastante difundido, no abunda en ninguna localidad. La mayoría de los yacimientos se encuentran en  los Alpes, especialmente en Suiza y en particular en los mazizos del Gotardo y de Aare. Los mejores ejemplares se han encontrado en Val Giuv. Fuera de los Alpes, el yacimiento más importante es el de la pegmatita de Jaguaraçu, en Minas Gerais (Brasil). En España se ha encontrado en cavidades miarolíticas de las canteras de granito de Cadalso de los Vidrios (Madrid) y en las de Las Ventas con Peña Aguilera y Pulgar (Toledo).

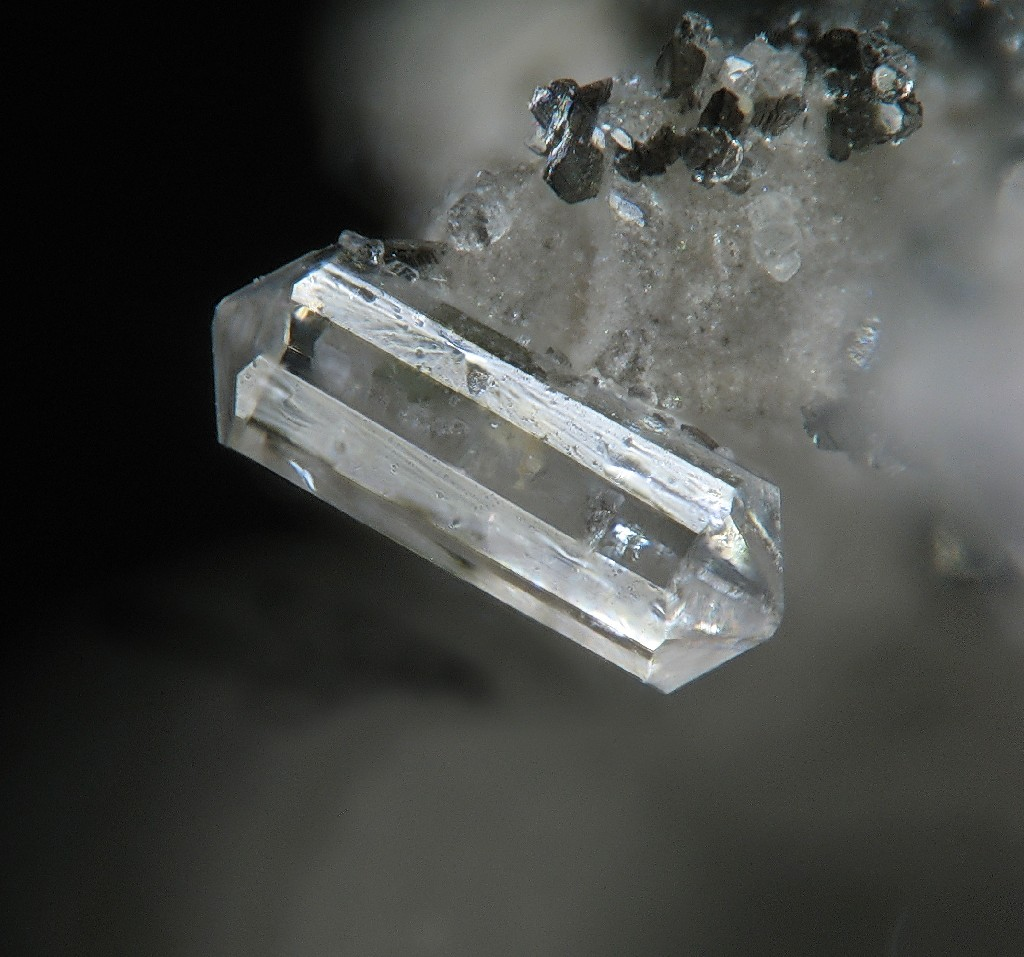
Milarita. Cantera Venero 1, Cadalso de los Vidrios, Madrid, España. Anchura de calpo, 1,6 mm. Foto C. Rewitzer